# Jean-Sylvestre Auniac
Jean-Sylvestre Auniac est un footballeur français né le 14 août 1965 au Cannet. Il évolue au poste de défenseur droit.
Au cours de sa carrière il joue 11 matchs en D1 et 126 matchs en D2.

## Carrière
- 1986-1987 : CO Le Puy
- 1987-1990 : FC Nantes (11 matchs en L1)[3]
- 1990-1991 : Olympique d'Alès
- 1991-1993 : CS Sedan-Ardennes
- 1993-1996 : FC Istres OP
- 1996-1997 : USF Le Puy

## Repères
- 1er match en L1 : 4 juin 1988, Nantes-Lille (1-1)